# Teorema do valor médio

O teorema do valor médio

Em matemática, o teorema do valor médio (também conhecido como Teorema de Lagrange) afirma que, dada uma função contínua f definida num intervalo fechado [a,b] e diferenciável em (a,b), existe algum ponto c em (a,b) tal que {\displaystyle f'(c)={\frac {f(b)-f(a)}{b-a}}\cdot }
Geometricamente, isto significa que a tangente ao gráfico de f no ponto de abcissa c é paralela à secante que passa pelos pontos de abcissas a e b.
O teorema do valor médio também tem uma interpretação em termos físicos: se um objeto está em movimento e se a sua velocidade média é {\displaystyle v}, então, durante esse percurso (intervalo [a,b]), há um instante (ponto c) em que a velocidade instantânea também é {\displaystyle v}.

## Demonstração
Seja
{\displaystyle {\begin{alignedat}{4}g\colon &&[a,b]&&\;\rightarrow \;&\mathbb {R} \\&&x&&\;\mapsto \;&f(x)-f(a)-{\dfrac {f(b)-f(a)}{b-a}}(x-a).\end{alignedat}}}
Então {\displaystyle g} também é contínua em {\displaystyle [a,b]} e derivável em {\displaystyle (a,b)}. Além disso, {\displaystyle g(a)=g(b)=0}. Logo, pelo teorema de Rolle, existe algum {\displaystyle c} ∈ {\displaystyle (a,b)} tal que {\displaystyle g'(c)=0}. Mas
{\displaystyle {\begin{aligned}g'(c)=0&\Longleftrightarrow f'(c)-{\frac {f(b)-f(a)}{b-a}}=0\\&\Longleftrightarrow f'(c)={\frac {f(b)-f(a)}{b-a}}\cdot \end{aligned}}}

## Funções com Valores Vetoriais
Se {\displaystyle f} for uma função contínua de {\displaystyle [a,b]} em R{\displaystyle ^{n}} que seja derivável em {\displaystyle (a,b)}, então já não é verdade que existe necessariamente algum {\displaystyle c} ∈ {\displaystyle (a,b)} tal que
{\displaystyle f'(c)={\frac {f(b)-f(a)}{b-a}}\cdot }
Considere-se, por exemplo, a função {\displaystyle f} de {\displaystyle [0,2\pi ]} em R{\displaystyle ^{2}} definida por
{\displaystyle f(x)=(\cos(x),\operatorname {sen} (x))}.
Então
{\displaystyle {\frac {f(2\pi )-f(0)}{2\pi -0}}=(0,0),}
mas
{\displaystyle (\forall x\in (0,2\pi )):f'(x)=(-\operatorname {sen} (x),\cos(x))\neq (0,0).}
No entanto, é verdade que existe sempre algum {\displaystyle c} ∈ {\displaystyle (a,b)} tal que
{\displaystyle {\frac {\|f(b)-f(a)\|}{b-a}}\leqslant \|f'(c)\|.}
Isto pode ser demonstrado do seguinte modo. Seja {\displaystyle v} ∈ R{\displaystyle ^{n}} um vector de norma 1 tal que
{\displaystyle \langle v,f(b)-f(a)\rangle =\|f(b)-f(a)\|}
e seja
{\displaystyle {\begin{alignedat}{4}g\colon &&[a,b]&&\;\rightarrow \;&\mathbb {R} \\&&x&&\;\mapsto \;&\langle v,f(x)-f(a)\rangle .\end{alignedat}}}
Então {\displaystyle g} é contínua em {\displaystyle [a,b]} e derivável em {\displaystyle (a,b)}, pelo que existe algum {\displaystyle c} ∈ {\displaystyle (a,b)} tal que
{\displaystyle g'(c)={\frac {g(b)-g(a)}{b-a}}\Longleftrightarrow \langle v,f'(c)\rangle =\left\langle v,{\frac {f(b)-f(a)}{b-a}}\right\rangle ={\frac {\|f(b)-f(a)\|}{b-a}},}
pelo que, pela desigualdade de Cauchy-Schwarz,
{\displaystyle {\frac {\|f(b)-f(a)\|}{b-a}}={\bigl |}\langle v,f'(c)\rangle {\bigr |}\leqslant \|v\|.\|f'(c)\|=\|f'(c)\|.}

## Generalização: Teorema de Cauchy

Significado geométrico do teorema de Cauchy.

Um resultado mais geral é o Teorema de Cauchy, que afirma que se f e g são funções contínuas de [a,b] em R que são deriváveis em (a,b), então existe algum c ∈ (a,b) tal que
{\displaystyle (f(b)-f(a))g'(c)=(g(b)-g(a))f'(c).}
É uma generalização do teorema de Lagrange pois, se se tomar g(x) = x, isto significa
{\displaystyle f(b)-f(a)=(b-a)f'(c)\Leftrightarrow {\frac {f(b)-f(a)}{b-a}}=f'(c).}
O Teorema de Cauchy pode ser demonstrado considerando a função h de [a,b] em R definida por
{\displaystyle h(x)=(f(b)-f(a))(g(x))-(g(b)-g(a))(f(x)).}
Então h é contínua, é derivável em (a,b) e h(a) = h(b), pelo que existe algum c ∈ (a,b) tal que
{\displaystyle {\begin{aligned}h'(c)=0&\Leftrightarrow (f(b)-f(a))g'(c)-(g(b)-g(a))f'(c)=0\\&\Leftrightarrow (f(b)-f(a))g'(c)=(g(b)-g(a))f'(c).\end{aligned}}}
Naturalmente, o Teorema de Cauchy não tem interesse caso f(a) = f(b) e g(a) = g(b). Caso contrário, o significado do teorema de Cauchy é: se se considerar a curva
{\displaystyle {\begin{alignedat}{3}[a,b]&&\;\rightarrow \;&\mathbb {R} ^{2}\\x&&\;\mapsto \;&{\bigl (}f(x),g(x){\bigr )},\end{alignedat}}}
então o declive de recta definida por (f(a),g(a)) e por (f(b),g(b)) é igual ao declive da tangente à curva em algum ponto.